# Guerra contra el narcotráfico en Bangladesh
La guerra contra las drogas de Bangladesh o la guerra contra las drogas de Bangladesh es una campaña en curso contra los presuntos traficantes y consumidores de drogas por parte del gobierno de Bangladesh bajo la dirección de la primera ministra Sheikh Hasina. Las ejecuciones extrajudiciales de presuntos traficantes de drogas por parte de la unidad de élite contra el crimen Batallón de Acción Rápida (RAB) y la policía han sido criticadas por grupos de derechos humanos y diplomáticos extranjeros.

## Antecedentes
Bangladesh tiene un número desconocido de drogadictos, con estimaciones que oscilan entre 100.000 y 4 millones. Desde 2015, el gobierno de Bangladesh se ha centrado en erradicar una pastilla de metanfetamina barata conocida como Yaba, y la policía ha realizado importantes incautaciones de pastillas durante ese tiempo. Más de 29 millones de pastillas "Yaba" fueron incautadas en 2016, en contraste con solo 1,3 millones en 2011, según un informe del gobierno de Bangladesh de 2016. Hay denuncias de que varios de los comerciantes más grandes están vinculados al partido gobernante Liga Awami, y grupos afiliados como la Liga Jubo y la Liga Secha Sebok.

## Acontecimientos
Bangladesh inició una importante represión de "Yaba" a mediados de mayo de 2018 en respuesta al aumento del comercio de "Yaba". Se confirmó la muerte de 52 narcotraficantes acusados en los primeros 10 días de la operación. Según un portavoz de la policía de Bangladesh, unas 15.000 personas fueron detenidas en redadas en todo el país durante las tres primeras semanas de la operación. 22.000 personas fueron detenidas desde mediados de mayo de 2018 hasta julio de 2018 como resultado de su presunta participación en el tráfico de drogas. Según Odhikar, un grupo de derechos humanos con sede en Daca, 211 sospechosos de drogas fueron asesinados desde mediados de mayo de 2018 hasta julio de 2018, más de un tercio de los cuales fueron arrestados primero. La mayoría de los asesinatos siguieron un guion común: presuntos narcotraficantes murieron en "tiroteos", generalmente de noche, y se descubrieron armas y drogas cerca de los narcotraficantes fallecidos.
Algunos de los incidentes notables de asesinato son:
- Kamrul Islam, de 35 años, acusado de 15 casos, entre ellos posesión de drogas y posesión ilegal de armas de fuego. Si bien nunca fue condenado, fue asesinado a tiros el 25 de mayo de 2018. Su esposa afirmó que Islam había dejado el tráfico de drogas después del nacimiento de su primera hija, hace 10 años.
- Akramul Haque fue asesinado a tiros por el Batallón de Acción Rápida (RAB) de Bangladesh, quien afirmó que Haque era un traficante de drogas. La esposa de Haque publicó una grabación de llamada telefónica no verificada de 15 minutos que capturó los últimos momentos de la vida de su esposo el 27 de mayo de 2018, en Cox's Bazar.
- Riazul Islam fue arrestado por la policía de Bangladesh cuando regresaba caminando de la casa de sus suegros. Más tarde, fue asesinado a tiros y dos agentes resultaron heridos, según la policía de Bangladesh. El registro del hospital mostró que una sola bala entró en la cabeza de Islam cerca de la oreja izquierda y salió cerca de la derecha, mientras que cada uno de los dos policías fue tratado por pequeñas áreas de sensibilidad e hinchazón en una de sus manos.[6]